# Рефлекс Бабинского

Нормальная реакция (сверху) и патологическая (снизу) на раздражение подошвы

Рефле́кс Баби́нского (патологический стопный разгибательный рефлекс) — патологический рефлекс, проявляющийся в разгибании I пальца стопы при штриховом раздражении кожи наружного края подошвы. Назван в честь французского врача-невропатолога польского происхождения Жозефа Бабинского.

## Патофизиология

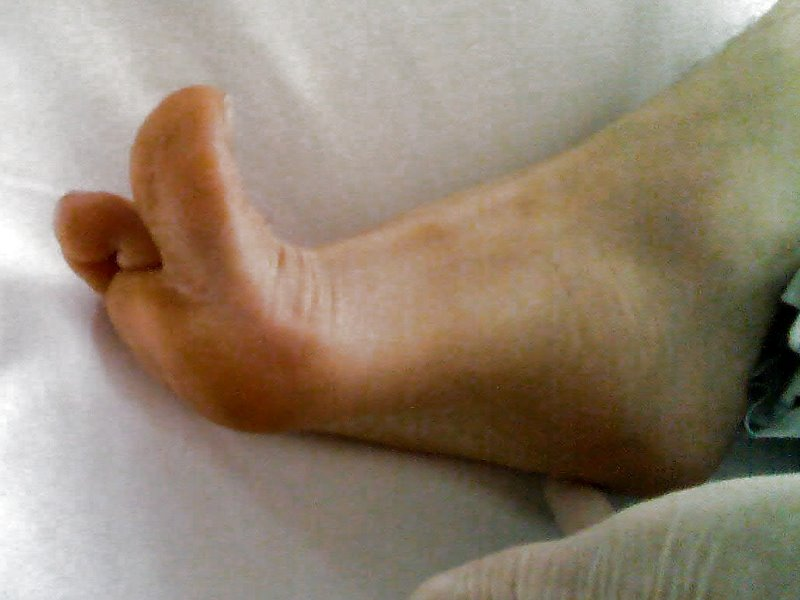
«+» (патологический) рефлекс Бабинского у взрослого

Является проявлением поражения системы центрального двигательного нейрона, которая включает двигательные нейроны предцентральной извилины коры головного мозга, а также их аксоны, составляющие кортикоспинальный путь (лат. tractus corticospinalis), идущие к двигательным нейронам передних рогов спинного мозга. Волокна кортикоспинального пути проводят тормозные импульсы, которые препятствуют возникновению онтогенетически более старых сегментарных спинальных рефлексов. При поражении системы центрального двигательного нейрона поступление тормозных импульсов к двигательным нейронам спинного мозга прекращается, что в частности проявляется возникновением патологического рефлекса Бабинского.

## Рефлекторная дуга
Рецепторы тактильной чувствительности латеральной поверхности подошвы → 

большеберцовый нерв (лат. nervus tibialis) →
седалищный нерв (лат. nervus ischiadicus) →
чувствительные нейроны задних рогов спинного мозга (сегменты LIV, LV, SI) →
двигательные нейроны передних рогов спинного мозга →
седалищный нерв (лат. nervus ischiadicus) →
малоберцовый нерв (лат. nervus fibularis) (сегменты LIV, LV, SI) →
мышца, разгибающая большой палец ноги.

## Методика проверки
Врач проводит рукояткой молоточка вдоль латерального края стопы. Проведение должно быть лёгким, не вызывающим болевых ощущений. При положительном симптоме Бабинского в ответ на раздражение происходит веерообразное разгибание пальцев стопы. В норме возникает подошвенный рефлекс, проявляющийся в непроизвольном сгибании большого пальца, или отсутствует какая-либо реакция.

## Значение рефлекса Бабинского

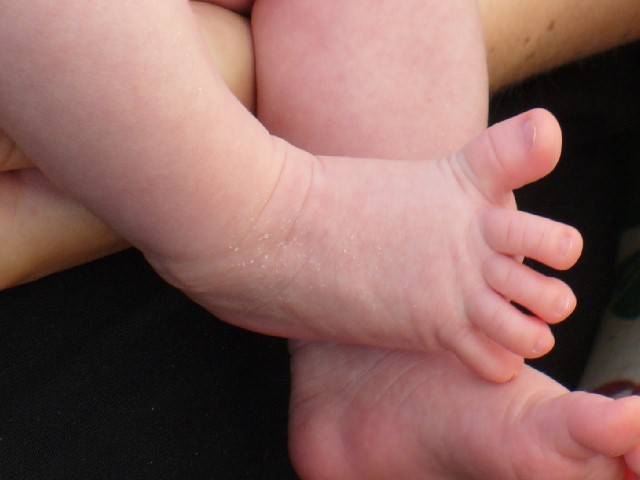
Симптом Бабинского (физиологический) у здорового новорождённого

Рефлекс Бабинского свидетельствует о поражении системы центрального двигательного нейрона. Является самым часто проверяемым пирамидным знаком в неврологической практике. Возникает при целом ряде заболеваний, в частности при рассеянном склерозе, детском церебральном параличе, нарушениях мозгового кровообращения, опухолях центральной нервной системы и многих других.
У новорождённых и детей раннего возраста не является признаком патологии. Это связано с недостаточным развитием коры головного мозга и соответственно системы центрального двигательного нейрона в раннем детском возрасте.